# Bitter CD
Bitter CD — спортивний автомобіль класу гран-турізмо, що випускався з осені 1973 до кінця 1979 року німецьким виробником автомобілів Bitter, який поєднував американські та німецькі технології з кузовом хетчбек у італійському стилі.

## Опис

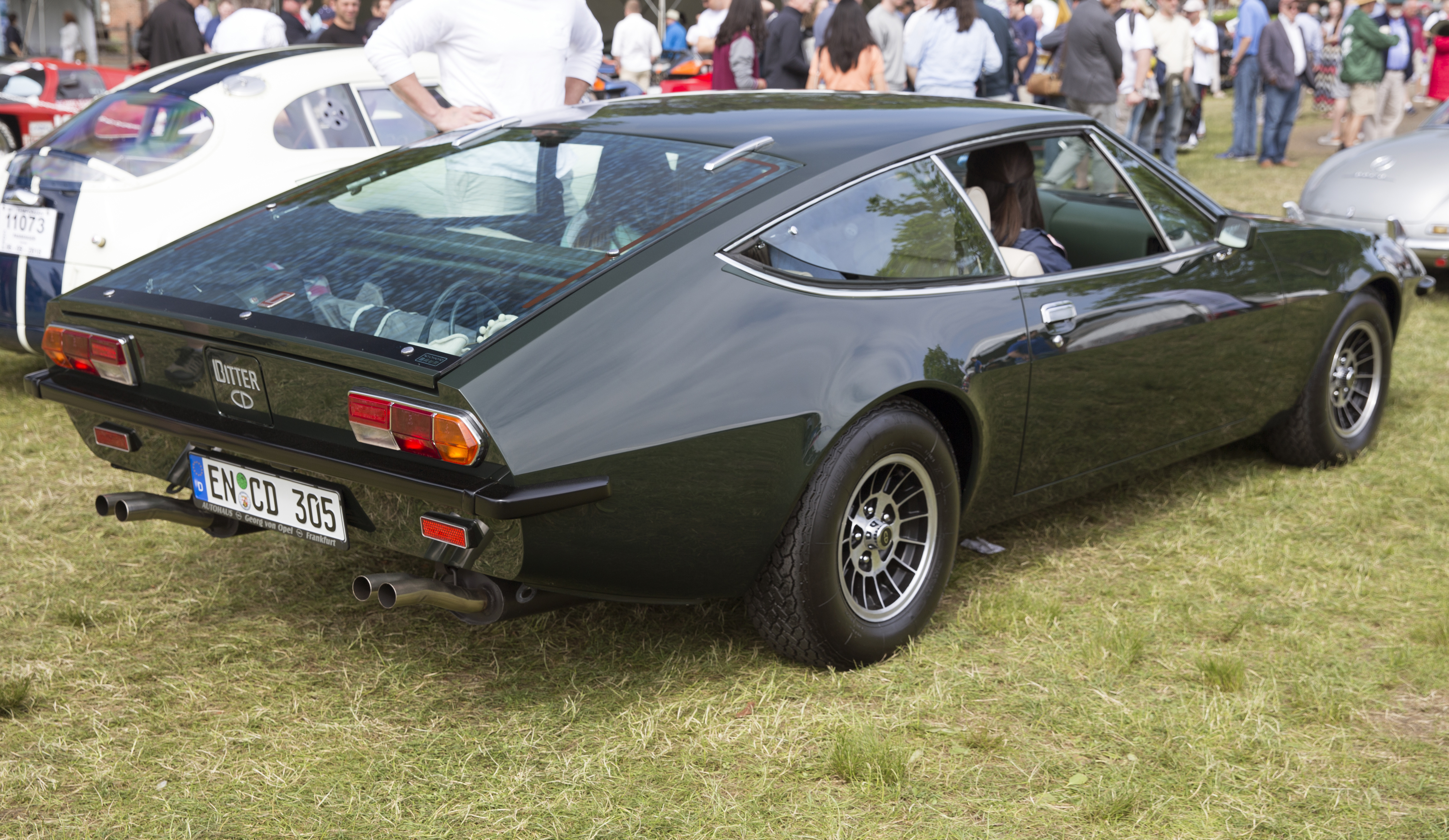

Bitter CD був розроблений Еріхом Біттером у тісній співпраці з Opel та штутгартським виробником кузовів автомобілів Baur. Opel не тільки надала технологію приводу від Opel Diplomat, але й брала участь у подальшому розвитку несучого кузова.

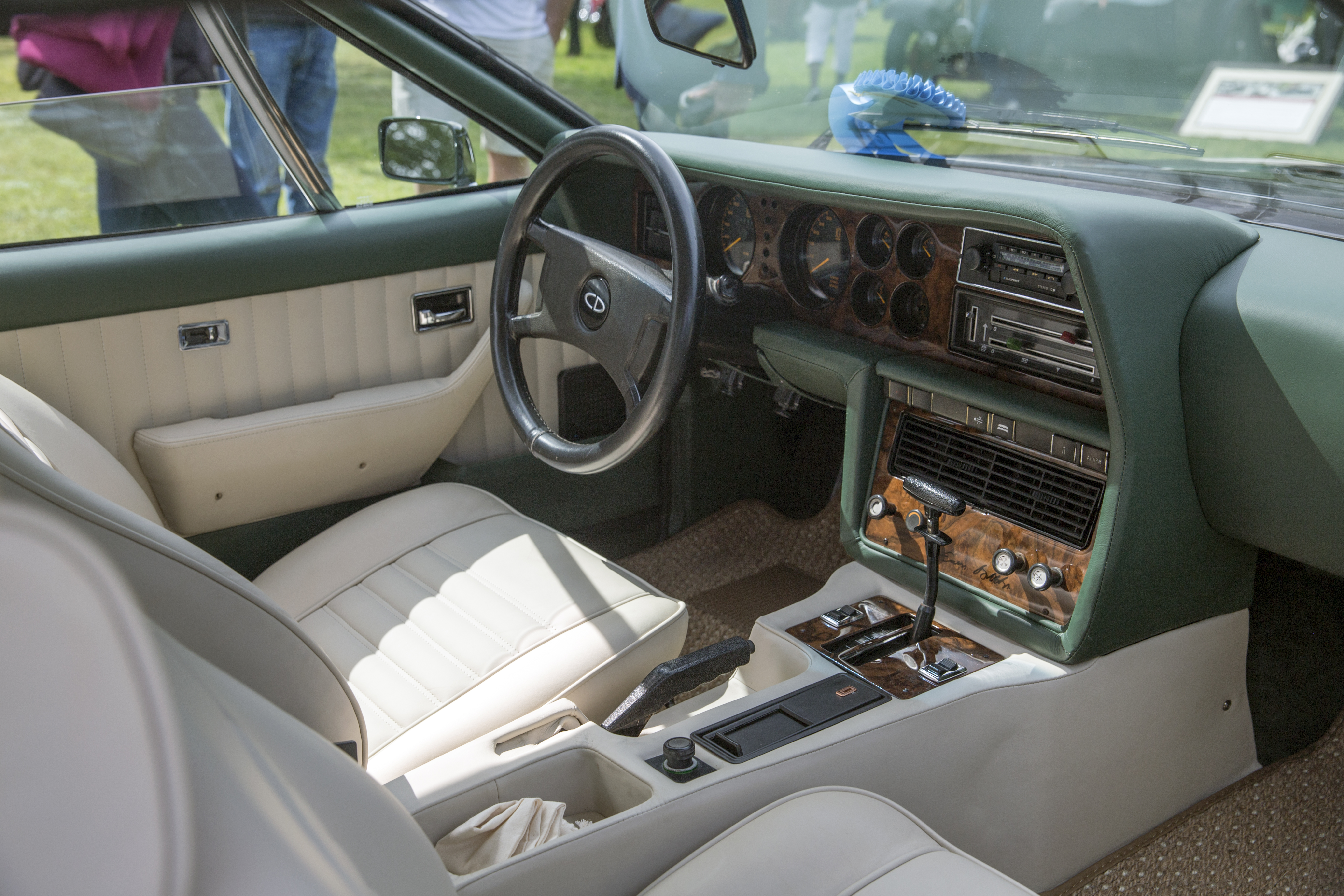

## Двигун
- 5.4 л Chevrolet 327 V8 230 к.с.